# Schiaß

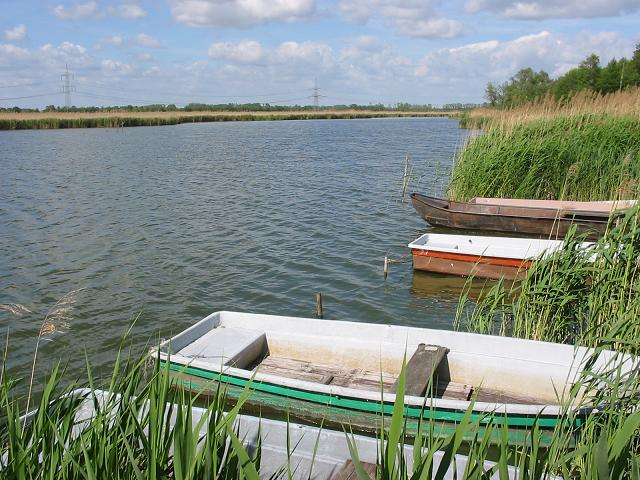
Schiaßer See, Ausbuchtung der Nieplitz

Das Dorf Schiaß ist der kleinste Ortsteil von Ludwigsfelde, einer Mittelstadt im Brandenburger Landkreis Teltow-Fläming. Das bis 1973 selbstständige Dorf liegt rund sieben Kilometer südwestlich des Stadtzentrums von Ludwigsfelde und etwa 20 Kilometer südwestlich von Berlin. Der kleine Ort hat 39 Einwohner (Stand 2020) auf einer Gemarkungsfläche von 2,19 km².
Das Dorf liegt im Naturpark Nuthe-Nieplitz am Schiaßer See, einer Ausbuchtung der Nieplitz, die rund einen Kilometer nordöstlich von Schiaß in die Nuthe mündet.

## Geschichte und Wirtschaft

### Etymologie
Die älteste schriftliche Erwähnung von Schiaß findet sich im Landbuch Karls IV. von 1375 als Schojas, 1545 findet sich die Bezeichnung Schoias. Zur Etymologie des Namens gibt es unterschiedliche Ableitungen. Laut Reinhard E. Fischer liegt eine Namensübertragung der Möckerner Ortsteile Hohenziatz oder Lüttgenziatz vor, die 992 erstmals als Ziazinauici erwähnt wurden. Für 1187 findet sich für diese Orte die Bezeichnung Zojas. Fischer übersetzt den slawischen Bewohnernamen mit Leute, die hinter den Eschen wohnen. Christa und Johannes Jankowiak hingegen führen den Namen auf das slawische Zajas = Hinter dem Wehr, Hinter dem Damm zurück.

### Fischerei und Kulturraum
Der kleine Dorfkern bildet einen typischen Rundling, der sehr wahrscheinlich bereits zu slawischer Zeit besiedelt war. Die Siedlung bildete sich auf einer kleinen Erhebung in der Fluss-Niederung, einer Talsandinsel. Die Bewohner und auch die deutschen Siedler, die nach der Gründung der Mark Brandenburg 1157 ins Land kamen, lebten lange ausschließlich vom Fischfang im Schiaßer See. Auch heute wird im See noch gefischt, allerdings stellte der letzte Berufsfischer in den 1960er Jahren seine Arbeit ein. Die wirtschaftliche Orientierung liegt heute hauptsächlich in der Landwirtschaft.
Kulturräumlich zählt Schiaß zum Teltow. Der Ort befindet sich zentral im von Theodor Fontane so bezeichneten Thümenschen Winkel, der im späten Mittelalter und bis in das neunzehnte Jahrhundert der Neuzeit von der Familie von Thümen beherrscht wurde. Die Familie hatte ihren Hauptsitz über Jahrhunderte im rund sechs Kilometer südwestlich gelegenen Stangenhagen.

## Lage und Schiaß heute

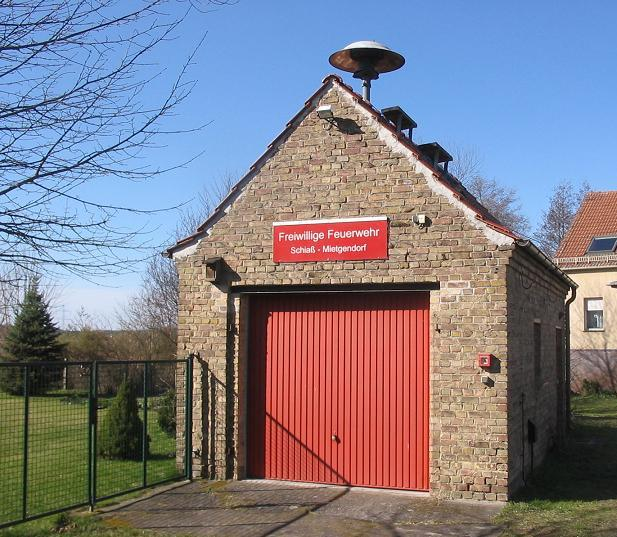
Feuerwehrhaus der Freiwilligen Feuerwehr

Schiaß ist umgeben von folgenden Orten: Im Nordwesten von Tremsdorf aus der Gemeinde Nuthetal, im Norden vom Ludwigsfelder Ortsteil Gröben, im Nordosten vom Ludwigsfelder Ortsteil Jütchendorf, im Südosten vom Ludwigsfelder Ortsteil Mietgendorf und im Südwesten vom Trebbiner Ortsteil Blankensee. Durch den Ort führt die Verbindungsstraße Blankensee – Jütchendorf.
Wie der Nachbarort Mietgendorf hat auch Schiaß keine Kirche. Zur Seelsorge mussten die Bewohner lange Zeit nach Trebbin, was sie in der zweiten Hälfte des 16. Jahrhunderts eine Kirchabgabe in Höhe von neun Scheffel Weizen jährlich kostete. Heute ist das Dorf nach Blankensee eingepfarrt. Eine Schule ist in dem kleinen Ort nicht vorhanden, die Kinder werden per Schulbus zur 4. Ludwigsfelder Grundschule gebracht. Im Brandfall ist die Freiwillige Feuerwehr Mietgendorf-Schiaß zuständig, die im Nachbarort sitzt und 2003 ihr 70-jähriges Jubiläum feierte. Die Feuerwehr unterhält in Schiaß ein kleines Feuerwehrhaus, das 2002 renoviert wurde. Die Interessen des Dorfes vertritt ein Ortsbeirat und der Ortsbürgermeister. Bei Wahlen bildet Schiaß einen gemeinsamen Wahlbezirk mit Mietgendorf und Jütchendorf, gewählt wird im Jütchendorfer Gemeinschaftshaus (→ Kommunalwahl 2003, Ergebnis Wahlbezirk 0022).
Das sehenswerte und älteste Haus des Dorfes stammt aus der Zeit um 1750. Das Fachwerkhaus hat grün berankte helle Wände und ein Reetdach, das als Symbol für den Naturpark Nuthe-Nieplitz zwei stilisierte Hälse von Kranichen oder Störchen schmücken.

## Naturraum und Schiaßer See

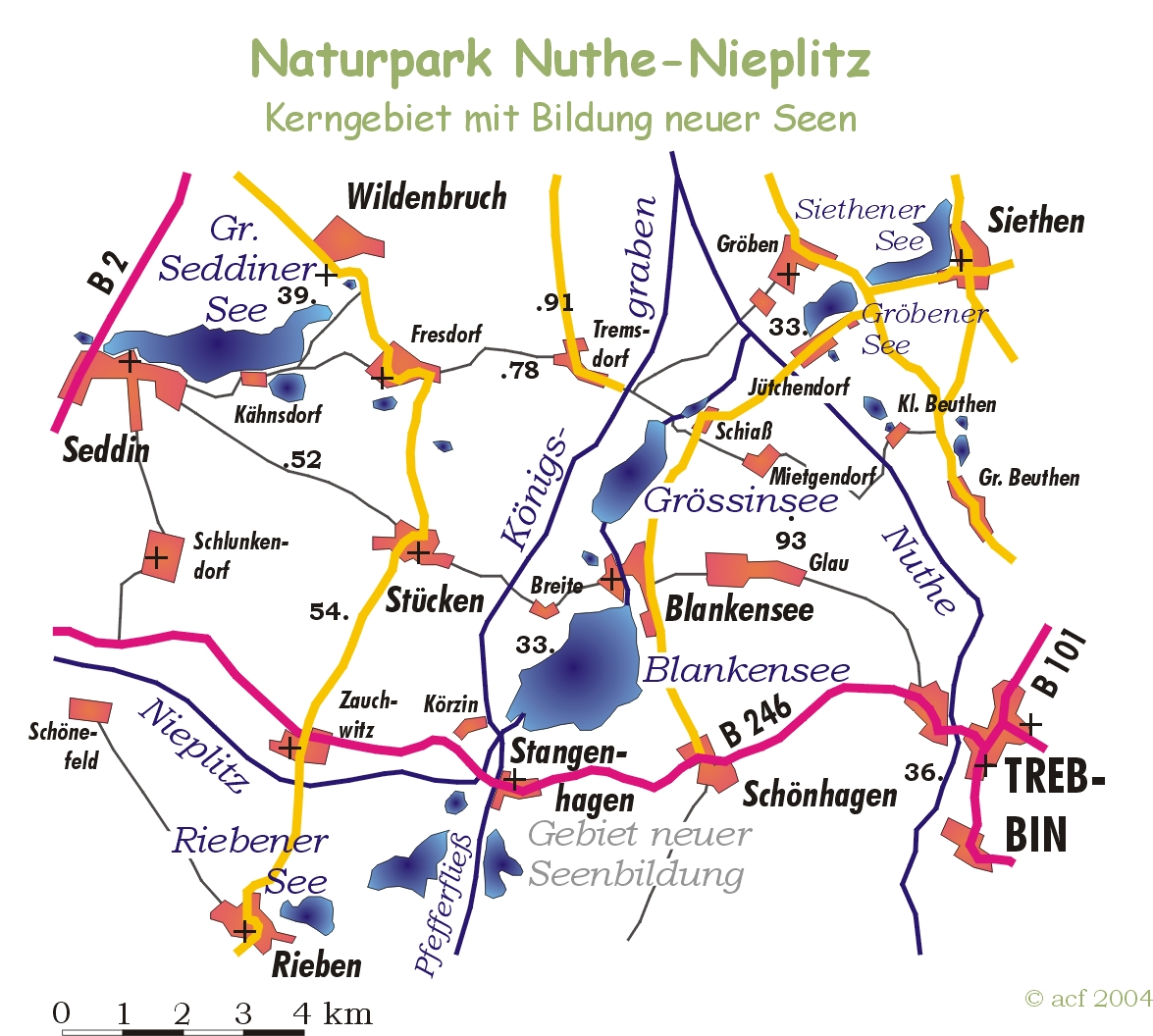
Seenkette der Nieplitz im Naturpark Nuthe-Nieplitz

Der Naturraum um Schiaß und seine Flora und Fauna sind geprägt von den Charakteristika der Nuthe-Nieplitz-Niederung (→ Naturpark Nuthe-Nieplitz). In der ehemaligen eiszeitlichen Rinne zwischen Schiaß und Jütchendorf, die von der alten und neuen Nuthe durchflossen wird, soll in früherer Zeit das Große Nuthemoor gelegen haben, das eine Verbindung zwischen den Nachbardörfern lange unmöglich machte.
Der von Grünland umgebene Schiaßer See hat eine Fläche von rund fünf (andere Angabe acht) Hektar bei einer maximalen Tiefe von fünf Metern. Das kleine Gewässer weist eine hohe Phosphat-Beladung auf, die wahrscheinlich auf einer P-Verfrachtung des unmittelbar benachbarten Grössinsees beruht. Er bildet eine seenartige Erweiterung im hypertrophen Fluss-See-System im Unterlauf der Nieplitz, das aus dem Blankensee, Grössinsee und Schiaßer See besteht.
Vom Schiaßer See mäandriert die Nieplitz durch ein größeres Schilfgebiet zur Nuthe. Das unzugängliche Röhricht ist Brut- und Mausergebiet unterschiedlicher Entenarten. In den 1970er Jahren wurden brütende Knäkenten (Anas querquedula) angetroffen. Auch der Graureiher (Ardea cinerea) findet in dem Gebiet gute Versteckmöglichkeiten für die Aufzucht des Nachwuchses. Gleichfalls in den 1970er Jahren befand sich im Nieplitz-Mündungsgebiet ein kleines Vorkommen der Sumpfschildkröte (Emys orbicularis) und Fischotter (Lutra lutra) leben hier bis heute.